# Слепян, Дориана Филипповна
Дориана Филипповна Слепян (при рождении Дора Липовна Слепян; псевдоним: Рубинштейн, видимо по названию улицы; 31 августа 1902, Ковно — 10 декабря 1972, Ленинград) — советская актриса, режиссёр и драматург. С 4 января 1945 года — член союза писателей.

## Биография
Родилась 18 августа (по старому стилю) 1902 года в семье вольнопрактикующего врача Липы Иосифовича Слепяна (1863—?) и Мины Лазаревны Слепян (в девичестве Левиной, 1876—1930). Родители заключили брак 16 августа 1889 года в Троках.
В 1928 поступила в студию при Большом драматическом театре и окончила её в 1930 году. С 1920 года играла в различных театрах, в том числе в театре «Вольная комедия». Выступала также в качестве режиссёра.
Была знакома с Анной Ахматовой и Николаем Гумилевым, о знакомстве с ним оставила воспоминания. Гумилев посвящал ей стихи. Она также упоминается в биографии Анны Ахматовой.
Автор нескольких одноактных пьес, а также фельетонов и эстрадных сценок. Её первая большая пьеса — «Крушение» — была поставлена во время войны в Ленинградском театре имени Ленинского комсомола. В 1946-47 годах в театрах Ленинграда шла её пьеса «Судья» («Чужая судьба»). В дальнейшем многие её крупные драматические произведения ставились в разных театрах СССР — пьесы «Крушение», «Судья», «Сестры», «В конце коридора», «Друг детства»)
Была замужем за Георгием Яковлевичем Геровичем, директором Дома отдыха писателей (носила двойную фамилию Слепян-Герович, пока этот брак не распался). Слепян — одна из немногих женщин в СССР, которые открыто вели лесбийский образ жизни. Жила с театроведом и театральным критиком Раисой Беньяш на улице Рубинштейна в Толстовском доме в 104 квартире. В этом же доме проживали её братья Юлий, Иосиф и Лазарь.
Умерла 10 декабря 1972 года в возрасте 70 лет. Похоронена на Комаровском кладбище, в одной могиле с Р. М. Беньяш, недалеко от могилы А. Ахматовой.

## Семья
Братья — Иосиф Филиппович Слепян (25 декабря 1891 — 25 февраля 1955), выпускник юридического факультета Петроградского университета, директор цирков в Орджоникидзе, Фрунзе, Киеве и Ленинграде, ЦПКиО имени С. М. Кирова и Мосгосэстрады; Юлий Филиппович Слепян (30 сентября 1895 — 5 мая 1954), главный редактор Ленинградского отделения издательства «Наука»; Лазарь Филиппович Слепян (15 мая 1890 — 1942), жил с сестрой в одном доме на улице Рубинштейна, 15/17, кв. 158; умер от истощения во время блокады Ленинграда в январе 1942 года.
Племянник — Эрик Иосифович Слепян, эколог и патофизиолог растений.

## Сочинения
- Крушение: Пьеса в 4 действиях. М., 1939; Чужая судьба // Пьесы. Л.-М., 1948;
- Сестры: Пьеса в 4 действиях. М., 1949;
- В конце коридора: Пьеса в 3 действиях. 5-ти карт. Л.-М., 1958.